# Лав'єрс-Рівер

Мапа Монтсеррату з річками острова

Лав'єрс Рівер (англ. Lawyers River) — невеличка річка на острові Монтсеррат (Британські заморські території). Витік розташований на висоті близько 450 метрів над рівнем моря з гірського пасма в центрі острова Центр Гілл (Centre Hills). Впадає до Карибського моря.

## Особливості
Гідрографія острова Монтсеррат значно змінилася, внаслідок кількох вивержень вулкану на горі Суфрієр-Гіллз у 1997 році. Однак північна територія острова не зазнала суттєвих змін, відтак річка Лав'єрс та її річище незмінні, відколи притокові води з підземних джерел та дощів у верхів'ях річки — пробили собі нові шляхи, аби влитися до Карибського моря.
Протікає в західній частині острова територією парохії Сент-Пітер через поселення: Вудландс (Woodlands), Салем-Іст (Salem East) та Лав'єрс-Маунтайн (Lawyers Mountain).
Гірська річка, яка починається на горі (що має однойменну назву) і стрімко стікає до узбережжя. Течія річки бурхлива, яка вибиває в рельєфі численні перекати і водоспади та глибоку ущелину.